# Список высших учебных заведений Хакасии
В список высших учебных заведений Хакасии включены образовательные учреждения высшего и высшего профессионального образования, находящиеся на территории Республики Хакасия и участвовавшие в мониторинге Министерства образования и науки Российской Федерации 2015 года. Этим критериям в Хакасии соответствуют 1 вуз и 4 филиала.
Филиалы вузов, головные организации которых находятся в иных субъектах федерации, сгруппированы в отдельном списке. Порядок следования элементов списка — алфавитный.
Вузы, лицензия которых не действует на 18 февраля 2016 года, отмечены цветом.

## Список высших образовательных учреждений
| Название                              | Категория       | Год основания | Месторасположение | Число студентов |
| ------------------------------------- | --------------- | ------------- | ----------------- | --------------- |
| Хакасский государственный университет | государственный | 1994          | Абакан            | 6075            |

## Список филиалов высших образовательных учреждений
| Название                                                                     | Категория       | Год основания | Месторасположение | Месторасположение головной организации | Число студентов |
| ---------------------------------------------------------------------------- | --------------- | ------------- | ----------------- | -------------------------------------- | --------------- |
| Саяно-Шушенский филиал Сибирского федерального университета                  | государственный | 2001          | Саяногорск        | Красноярск                             | 507             |
| Хакасский технический институт (филиал Сибирского федерального университета) | государственный | 1967          | Абакан            | Красноярск                             | 2319            |
| Хакасский филиал Красноярского государственного аграрного университета       | государственный |               | Абакан            | Красноярск                             |                 |